# Supercars Championship
Supercars Championship, Repco Supercars Championship av sponsorskäl, tidigare V8 Supercars och Virgin Australia Supercars Championship, är ett standardvagnsmästerskap i Australien. I serien deltar bilar från två tillverkare, Chevrolet och Ford.
Det körs deltävlingar i alla Australiens delstater, samt på Nya Zeeland.
Australian Touring Car Championship (ATCC) ersattes 1993 av V8 Supercar.
Bilarna man använder har 5,0 liters V8 motorer.

## Mästare ATCC
| Säsong | Mästare          | Märke     |
| ------ | ---------------- | --------- |
| 1960   | David McKay      | Jaguar    |
| 1961   | Bill Pitt        | Jaguar    |
| 1962   | Bob Jane         | Jaguar    |
| 1963   | Bob Jane         | Jaguar    |
| 1964   | Ian Geoghegan    | Ford      |
| 1965   | Norm Beechey     | Ford      |
| 1966   | Ian Geoghegan    | Ford      |
| 1967   | Ian Geoghegan    | Ford      |
| 1968   | Ian Geoghegan    | Ford      |
| 1969   | Ian Geoghegan    | Ford      |
| 1970   | Norm Beechey     | Holden    |
| 1971   | Bob Jane         | Chevrolet |
| 1972   | Bob Jane         | Chevrolet |
| 1973   | Allan Moffat     | Ford      |
| 1974   | Peter Brock      | Holden    |
| 1975   | Colin Bond       | Holden    |
| 1976   | Allan Moffat     | Ford      |
| 1977   | Allan Moffat     | Ford      |
| 1978   | Peter Brock      | Holden    |
| 1979   | Bob Morris       | Holden    |
| 1980   | Peter Brock      | Holden    |
| 1981   | Dick Johnson     | Ford      |
| 1982   | Dick Johnson     | Ford      |
| 1983   | Allan Moffat     | Mazda     |
| 1984   | Dick Johnson     | Ford      |
| 1985   | Jim Richards     | BMW       |
| 1986   | Robbie Francevic | Volvo     |
| 1987   | Jim Richards     | BMW       |
| 1988   | Dick Johnson     | Ford      |
| 1989   | Dick Johnson     | Ford      |
| 1990   | Jim Richards     | Nissan    |
| 1991   | Jim Richards     | Nissan    |
| 1992   | Mark Skaife      | Nissan    |
| 1993   | Glenn Seton      | Ford      |
| 1994   | Mark Skaife      | Holden    |
| 1995   | John Bowe        | Ford      |
| 1996   | Craig Lowndes    | Holden    |
| 1997   | Glenn Seton      | Ford      |
| 1998   | Craig Lowndes    | Holden    |

## V8 Supercar
| Säsong | Mästare             | Märke  |
| ------ | ------------------- | ------ |
| 1999   | Craig Lowndes       | Holden |
| 2000   | Mark Skaife         | Holden |
| 2001   | Mark Skaife         | Holden |
| 2002   | Mark Skaife         | Holden |
| 2003   | Marcos Ambrose      | Ford   |
| 2004   | Marcos Ambrose      | Ford   |
| 2005   | Russell Ingall      | Ford   |
| 2006   | Rick Kelly          | Holden |
| 2007   | Garth Tander        | Holden |
| 2008   | Jamie Whincup       | Ford   |
| 2009   | Jamie Whincup       | Ford   |
| 2010   | James Courtney      | Ford   |
| 2011   | Jamie Whincup       | Holden |
| 2012   | Jamie Whincup       | Holden |
| 2013   | Jamie Whincup       | Holden |
| 2014   | Jamie Whincup       | Holden |
| 2015   | Mark Winterbottom   | Ford   |
| 2016   | Shane van Gisbergen | Holden |

## Deltävlingar

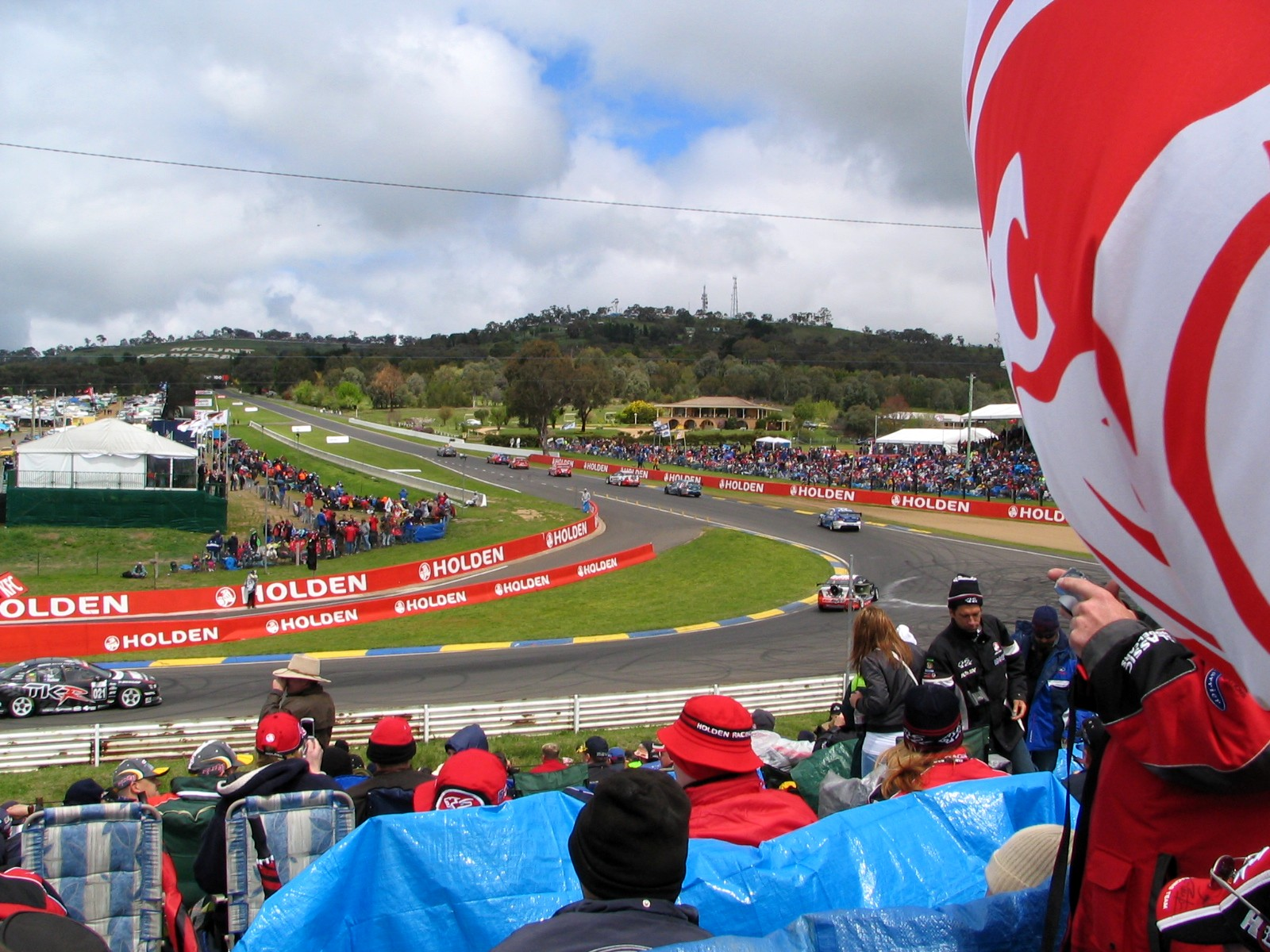
Ett lopp på Mount Panorama Circuit

Bland seriens berömda banor återfinns
- Adelaide (South Australia)
- Pukekohe Park (Nya Zeeland)
- Barbagallo Raceway (Western Australia)
- Eastern Creek (New South Wales)
- Shanghai (Kina)
- Sakhir (Bahrain)
- Hidden Valley Raceway (Northern Territory)
- Ipswich (Queensland)
- Oran Park (New South Wales)
- Sandown (Victoria)
- Bathurst (New South Wales)
- Surfers Paradise (Queensland)
- Symmons Plains (Tasmanien)
- Phillip Island (Victoria)
- Homebush (Sydney)

Den största vinst man kan vinna är deltävlingen Bathurst 1000 (Mount Panorama).

## Kända förare
Några kända förare som kör eller har kört i V8 Supercar/ATCC är:
- Marcos Ambrose
- Craig Baird
- John Bowe
- Peter Brock
- James Courtney
- Wayne Gardner
- Ian Geoghegan
- Russell Ingall
- Dick Johnson
- Alan Jones
- Craig Lowndes
- Allan Moffat
- Greg Murphy
- Larry Perkins
- Paul Radisich
- Jim Richards
- Glenn Seton
- Mark Skaife
- Garth Tander
- Mark Winterbottom
- Jamie Whincup
- Robert Dahlgren

### Inhoppare
- Ryan Briscoe
- John Cleland
- Fabrizio Giovanardi
- Matt Neal
- Rickard Rydell
- Alex Yoong
- Yvan Muller